# Czernowka (rejon koczkowski)
Czernowka (ros. Черновка) – wieś (sieło) w Rosji, w obwodzie nowosybirskim, w rejonie koczkowskim. W 2010 liczyła 1198 mieszkańców.